# مايك غوردون (لاعب كرة قاعدة)
مايك غوردون (بالإنجليزية: Mike Gordon)‏ هو لاعب كرة قاعدة أمريكي، ولد في 11 سبتمبر 1953 في ليومنستر في الولايات المتحدة، وتوفي في 26 مايو 2014 في بوسطن في الولايات المتحدة بسبب ابيضاض الدم.

## وصلات خارجية
- مايك غوردون على موقعبيزبول رفرنس.كوم (الدوري الرئيسي) (الإنجليزية)
- مايك غوردون على موقعبيزبول رفرنس.كوم (الدوري الثانوي) (الإنجليزية)